# Синмертін
Синмертін (рум. Sânmărtin) — село у повіті Клуж в Румунії. Входить до складу комуни Кінтень.
Село розташоване на відстані 336 км на північний захід від Бухареста, 13 км на північ від Клуж-Напоки.

## Населення
За даними перепису населення 2002 року у селі проживала 221 особа, усі — румуни. Усі жителі села рідною мовою назвали румунську.